# 渦河
渦河（くおが、Guo River）は、

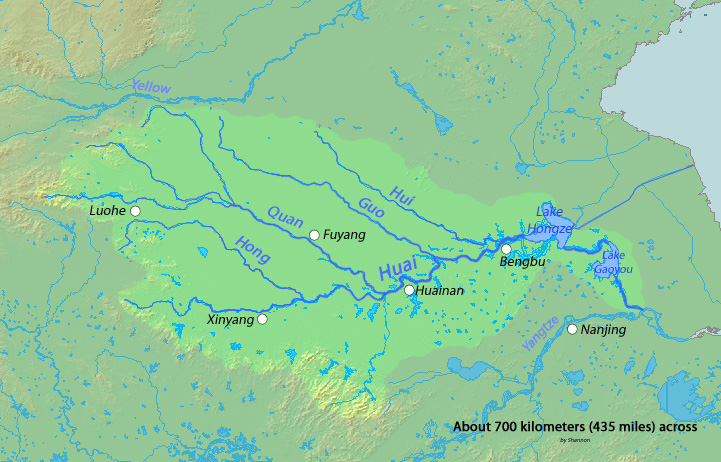
渦河と淮河を示す地図

淮河の中流域左岸にある支流で、古くは「濄水」と呼ばれていた川。南北朝時代、東魏の時代には「渦水」、明朝の万暦44年（1616年）には「渦河」と改名された。現在、淮河の支流として2番目に大きく、全長421km、流域面積は15,905平方kmに及ぶ。

## 概要
黄河の南下により、渦河上流域は度重なる変化を受けた。
1938年の黄河決壊事件により、黄河は花園口で流れを変え、中牟県で賈魯河に合流した。新しい流路は、黄河を周家口市 (現在の周口市) で沙潁河に導き、最終的に淮河に合流した。これらの小さな川から水があふれ、流域に広範囲の破壊をもたらした。戦後の報告によると、洪水は20の影響を受けた郡の土地の32%と村の45%を浸水させた。

## 流域
流域の地形は緩やかで狭い扇形をしており、源流から河口までの落差はわずか59m、平均勾配は1/6500である。
渦河には鉄底河、恵済河、大沙河、趙王河、油河、武家河などの多くの支流がある。流域の年間平均降水量は600から900ミリである。流域では洪水や干ばつ災害が多発している。